# Diffusion des rayons X
La diffusion des rayons X (X-ray scattering en anglais) est une technique d'analyse basée sur la diffusion des ondes de rayons X par une substance. Alors que la diffraction des rayons X ne peut être utilisée qu'avec des substances cristallines, la diffusion des rayons X peut être utilisée pour des substances cristallines ou amorphes. La diffusion des rayons X est basée sur l'interaction des rayons X avec les électrons des atomes.

## Techniques
La diffusion des rayons X peut être élastique ou inélastique. Trois techniques principales de diffusion élastique des rayons X sont connues :
| Nom et sigle en français                             | Nom et sigle en anglais             | Spécificité                                                                                |
| ---------------------------------------------------- | ----------------------------------- | ------------------------------------------------------------------------------------------ |
| Diffusion des rayons X aux petits angles (DPAX)      | Small-angle X-ray scattering (SAXS) | Angle de diffusion proche de 0°                                                            |
| Diffusion des rayons X aux grands angles (en) (DGAX) | Wide-angle X-ray scattering (WAXS)  | Angle de diffusion supérieur à 5°                                                          |
| Réflectométrie des rayons X (en)                     | X-ray reflectivity (XRR)            | Utilisée pour des films fins dans le but de déterminer leur épaisseur, densité et rugosité |

Parmi les techniques de diffusion inélastique des rayons X on peut citer la diffusion inélastique résonante de rayons X.

## Utilisation
La diffusion des rayons X donne des informations sur la forme, la taille et l’orientation de matières ayant des dimensions ne dépassant pas l'échelle du micromètre comme :
- les grandes molécules, exemples : les protéines et les polymères ;
- les nanoparticules, exemples : les nanotubes[1].

Les substances testées peuvent être des liquides, des solides, des mousses, des gels, etc.
Cette technique est non destructive ce qui la rend utilisable sur des substances sensibles.